# Gustav Wagemann
Gustav Wagemann (* 27. Juli 1885 in Hannover; † 11. Dezember 1933 in Hamburg) war ein deutscher Jurist.

## Leben

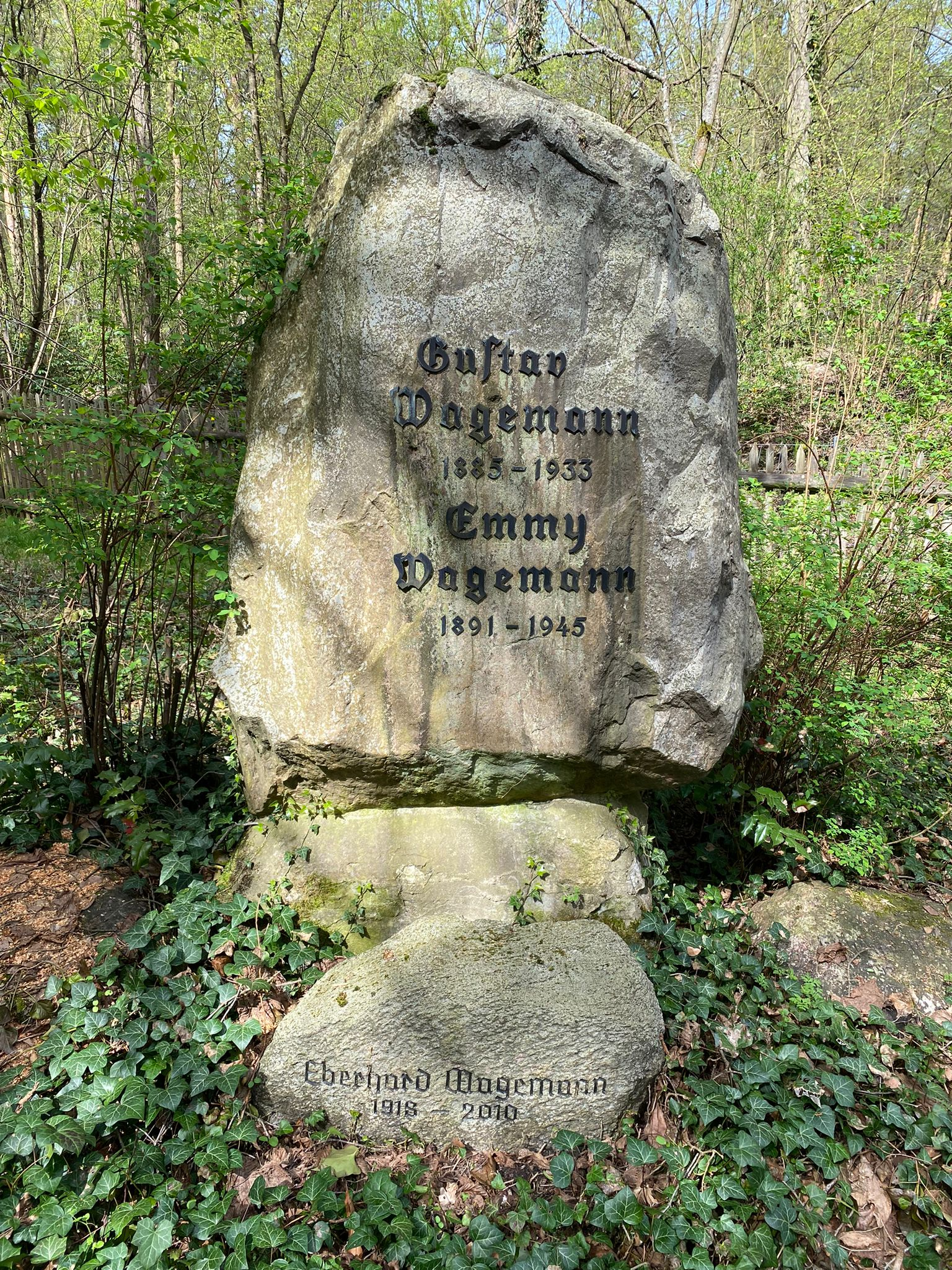
Grabstätte auf dem Wilmersdorfer Waldfriedhof Stahnsdorf

Wagemann studierte Rechtswissenschaften und legte beide Staatsexamen mit cum laude ab. Am 25. März 1914 wurde er Gerichtsassessor, wurde aber bereits am 8. Juni 1914 in das Preußische Ministerium für Justiz abgeordnet. Sofort nach der deutschen Kriegserklärung vom 1. August 1914 meldete er sich freiwillig zum Heeresdienst und stand ab August 1914 für etwas mehr als zwei Jahre als Batterieführer an vorderster Front im Ersten Weltkrieg. Im Dezember 1916 wurde er Staatsanwalt in Frankfurt am Main und im August 1918 Landrichter in Stolp. Vom 1. Februar bis zum 12. Oktober 1919 war er Stellvertreter des Leiters der Kriegsschuldenermittlungskommission III in Berlin und dann Hilfsarbeiter im preußischen Justizministerium. Am 20. Mai 1921 wurde er Justizrat, am 27. Juni 1923 Oberjustizrat und am 10. November 1925 Ministerialrat. Am 14. September 1933 wurde er zugleich Präsident des Erbhofgerichts in Celle.
Bereits vor 1933 trat er der NSDAP bei. Auf seinem Haus hatte er eine Hakenkreuzflagge gehisst. Mehrfach wurden daher Stimmen laut, die seine Entfernung aus dem Staatsdienst forderten. Am 14. September 1933 ernannte Hermann Göring ihn zum Preußischen Staatsrat.
Wagemann starb bei einem Flugzeugabsturz nahe dem Flughafen Hamburg-Fuhlsbüttel. Als Staatsrat wurde er mit einem Staatsbegräbnis auf dem Wilmersdorfer Waldfriedhof Stahnsdorf beigesetzt.

## Werke
- Aufwertung und Geldentwertungsausgleich nach der 3. Steuernotverordnung Art. 1–3 und den Durchführungsbestimmungen mit 2 Tab. zur prakt. Berechng d. Aufwertg bei Hypotheken u. a. Anlagewerten, 1. Auflage 1924, 2. Auflage 1925
- Die Vererbung des ländlichen Grundbesitzes / Teil 3. Die Anerbengesetze in den deutschen und ausserdeutschen Ländern, 1930
- Was man vom bäuerlichen Erbhofrecht Preussens wissen muss; in: Roland Freisler: Gedanken zum Erbhofrecht. Vom Werden eines volkstümlichen Gesetzes, 1933